# هری فارنلی (زاده۱۹۳۵)
هری فارنلی (انگلیسی: Harry Fearnley؛ ۱۶ ژوئن ۱۹۳۵ – ۱۲ ژانویهٔ ۲۰۱۳) بازیکن فوتبال اهل بریتانیا بود.
از باشگاه‌هایی که در آن بازی کرده‌است می‌توان به باشگاه فوتبال هادرزفیلد تاون، باشگاه فوتبال دونکستر راورز، و باشگاه فوتبال آکسفورد یونایتد اشاره کرد.